# Mungkung (Loceret)
Mungkung is een bestuurslaag in het regentschap Nganjuk van de provincie Oost-Java, Indonesië. Mungkung telt 2560 inwoners (volkstelling 2010).